# Ruja (gemeente)
De gemeente Ruja is een landgemeente in het Poolse woiwodschap Neder-Silezië, in powiat Legnicki.
De zetel van de gemeente is in Ruja.
Op 30 juni 2004 telde de gemeente 2667 inwoners.

## Oppervlakte gegevens
In 2002 bedroeg de totale oppervlakte van gemeente Ruja 73,37 km², waarvan:
- agrarisch gebied: 89%
- bossen: 2%

De gemeente beslaat 9,85% van de totale oppervlakte van de powiat.

## Demografie
Stand op 30 juni 2004:
| Omschrijving                   | Totaal | Totaal | Vrouwen | Vrouwen | Mannen | Mannen |
| ------------------------------ | ------ | ------ | ------- | ------- | ------ | ------ |
| eenheid                        | aantal | %      | aantal  | %       | aantal | %      |
| inwoners                       | 2667   | 100    | 1317    | 49,4    | 1350   | 50,6   |
| bevolkingsdichtheid (inw./km²) | 36,4   | 36,4   | 18      | 18      | 18,4   | 18,4   |

In 2002 bedroeg het gemiddelde inkomen per inwoner 1420,97 zł.

## Plaatsen
- Brennik
- Dzierżkowice
- Janowice
- Komorniki
- Lasowice
- Polanka
- Rogoźnik
- Ruja
- Strzałkowice
- Tyniec Legnicki
- Usza
- Wągrodno

## Aangrenzende gemeenten
Kunice, Legnickie Pole, Malczyce, Prochowice, Wądroże Wielkie